# Kate Sheppard
Katherine Wilson Sheppard (Liverpool, 10 marzo 1848 – Christchurch, 13 luglio 1934) è stata un'attivista britannica naturalizzata neozelandese.
È stata l'esponente più rilevante del movimento per il suffragio femminile in Nuova Zelanda e per questo, la suffragista più famosa del Paese. Dato che la Nuova Zelanda è stato il primo Paese in approvare il suffragio femminile in condizioni paritarie al suffragio maschile, il lavoro di Sheppard per ottenere questo risultato ha avuto un impatto considerevole sui movimenti per il suffragio femminile in altri paesi.
Kate Sheppard fu istruita in Scozia e si trasferì in Nuova Zelanda negli anni 60 del XIX secolo. Come giovane femminista, credeva fermamente che le donne dovessero partecipare a tutti gli aspetti sociali e politici. In una epoca in cui le donne erano educate per essere "signorine", lei si faceva promotrice del fatto che le donne si impegnassero in attività fisiche, come andare in bicicletta.
Nel 1885 Kate Sheppard  si unì alla Woman's Christian Temperance Union e due anni dopo divenne la leader della campagna per il suffragio femminile. In questo lavoro organizzò riunioni, scrisse testi e raccolse petizioni per il Parlamento. Dopo vari tentativi conseguì il suo obiettivo e nel 1893 le donne poterono votare. Di lei si ricorda la frase rivolta alle donne (ma anche agli uomini) riguardo al voto che diceva: "Non pensate che il vostro singolo voto conti poco. La pioggia che rinfresca l'arida terra è fatta di singole gocce".